# 中垣内勝久
中垣内 勝久（なかがいち かつひさ、1915年1月5日 - 1991年7月2日）は、三重県出身のサッカー選手、サッカー指導者。

## 来歴
東京文理科大学附置東京高等師範学校体育科の在学中より蹴球部に所属。在学中の1935年6月に開催された全日本蹴球選手権大會（第15回天皇杯全日本サッカー選手権大会）に松永行らと出場して準優勝の成績を残した。
1939年に卒業して京都府庁で勤務。また、同時期に東京文理科大学教育学部に進学して、1945年に卒業している。なお、1940年6月に開催された紀元二千六百年奉祝東亜競技大会のサッカー日本代表に選出されたが、出場機会は無かった。なお、1951年12月に開催された親善試合のヘルシンボリIF戦で日本代表として出場を果たした。
太平洋戦争後の1949年から京都府教育委員会で勤務。1951年から1958年まで京都府高等学校体育連盟の理事長を務めた。1960年に京都市教育委員会に移って、1972年から1976年まで京都市教育委員長を務めた。
また、サッカー関係の役職として日本サッカー協会評議員、京都府サッカー連盟理事長などを歴任。選手としても京都紫光クラブに在籍した。

## 代表歴

### 出場大会
- 紀元二千六百年奉祝東亜競技大会

### 試合数
- 国際Aマッチ 4試合 0得点(1923-1925)

| 日本代表 | 国際Aマッチ | 国際Aマッチ | その他 | その他 | 期間通算 | 期間通算 |
| 年       | 出場        | 得点        | 出場   | 得点   | 出場     | 得点     |
| -------- | ----------- | ----------- | ------ | ------ | -------- | -------- |
| 1940     | 0           | 0           | 0      | 0      | 0        | 0        |
| 1951     | 0           | 0           | 1      | 0      | 1        | 0        |
| 通算     | 0           | 0           | 1      | 0      | 1        | 0        |